# هوغو سانشيز ميراندا
هوغو سانشيز ميراندا (بالإسبانية: Hugo Sánchez Miranda)‏ هو سياسي مكسيكي، ولد في 10 أكتوبر 1968 في المكسيك. حزبياً، نشط في حزب العمل الوطني. وقد انتخب عضو مجلس النواب المكسيك.